# 小行星21537
小行星21537（21537 Fréchet）是一颗绕太阳运转的小行星，为主小行星带小行星。该小行星于1998年8月15日发现。

## 轨道参数
小行星21537的轨道半长轴为3.0764246 UA，离心率为0.135。